# کاشان (پرو)
کاشان (به اسپانیایی: Cashan) یک کوه در پرو است که در منطقه انکاش واقع شده‌است. کاشان ۵٬۷۱۶ متر بالاتر از سطح دریا واقع شده‌است.